# 李天任
李天任（1956年—），畢業於中國文化大學資訊傳播學系，擁有加州大學洛杉磯分校視覺藝術碩士與紐約大學博士學位，其妻台灣主播胡婉玲。